# Рудольф Гулька
Рудольф Гулька (чеськ. Rudolf Hůlka) (* 15 листопада 1887, с. Ласеніце, Їндржихув-Градец, Австро-Угорщина — † 18 серпня 1961, Прага, Чехословаччина) — чеський кооперативний службовець, фотограф, перекладач, популяризатор української літератури та культури.

## Біографія
Рудольф Гулька народився 15 листопада 1887 р. у селі Ласеніце (чес. Lásenice), що за 10 км на південь від м. Їндржихув-Градец. Це містечко на півдні Богемії виступало як природний осередок родючих ґрунтів, працьовитих людей і непростої історії, а сам край відомий як Блата (чес. Blata, нім. Marshland). Перші Гульки поселилися тут ще у 1746 р. на ділянці № 14, що отримала назву «у Гульки», в будинку № 33.
Батько Якуб (1850—1897) і мати Юзефа (1852—1931) Гульки стали власниками родинної землі у 1880 р. Рудольф був п'ятою з дев'яти дітей у сім'ї набожних католиків, котра вела традиційні сільське життя. Після того як у 1897 р. помер батько Рудольфа разом із сестрами Юзефою і Крістіною передали на утримання монастирського сиротинця у Чеських Будейовицях.
Рудольф Гульк закінчив початкову школу в Ласеніце, після чого продовжив навчання у гімназії в Їндржиховому-Градці. Випускний екзамен він здавав у 1909 р. в Їрсикській гімназії у Чеських Будейовицях.
У 1911 р. він переїхав до Праги, де працював в Головному офісі Економічної Ради у Празі (чес. Ústředi hospodářských společenstev v Praze), назва якої згодом була змінена на Центральний союз економічних кооперативів (чес. Ústředni jednotu hospodářských družstev, ǓJHD). Протягом багатьох років Рудольф Гулька працював в інституції, яка об'єднувала у собі усі види економічних кооперативів. Ця робота давала можливості для кар'єрного зростання, забезпеченого і комфортного життя. Спершу він обіймав посаду фінансового контролера у відділ аудиту, керівником якого став у 1921 р.
У першій половині 1920х рр. Гулька працював головним аудитором у Словаччині і Підкарпатській Русі. Під час відпустки від подорожував Хорватією, Італією і Північною Африкою. Разом із собою він завжди брав фотоапарат. Переважна більшість зроблених ним фотографій сьогодні знаходиться у Слов'янській бібліотеці (чес. Slovanské knihovnè).
У 1916—1927 рр. він мешкав у Празі в районі Королівські Виногради (чес. Královské Vinohrady) разом з братом Йосифом. У 1927 р. Рудольф одружився з Руженою Долежаловою (Řůžena Doležžalovà, 1901—1973), а в кінці жовтня 1929 р. вони переїхали в інший район Праги — Бжевнов (чес. Břevnov). У них ніколи не було своїх дітей. Проте тут часто збиралася творча інтелігенція, серед яких, поет Франтішек Грубін (1910—1971), письменник і дійсний учасник Чехословацького Легіону Йосиф Копта (1894—1962) й Рудольф Медек (1890—1940), письменник і Нобелівський лауреат Ярослав Сайферт (1901—1986).
Після 1945 р. Р. Гулька перш за все займався перекладами і невідомо, щоб він займався фотографією. Помер 18 серпня 1961 р. у Празі.

## Переклади
Від початку 1920-х років Рудольф Гулька перекладав на чеську мову твори українських письменників. Надавав перевагу творів авторів із Закарпаття та Західної України. Серед тих, кого він найчастіше перекладав Василь Стефаник, Михайло Коцюбинський, Лесь Мартович, Марко Черемшина і Ольга Кобилянська. Сформований ним писок книг, які він переклав після 1945 р. налічував 33 книги, тоді як дані про переклади до 1945 р. невідомі.

## Фотографії
Достеменно невідомо, коли Рудольф Гулька розпочав робити свої перші фотографії, проте це було десь перед 1920 р., про що свідчить найстарша із сьогодні збережених його фотографій. Більша частина знимків походить з першої половини 1920-х років, тоді як значно менша кількість на опчатку 1930-х років (140 штук).
Усю збірку фотоматеріалів Гульки поділяють на частини за географічним принципом:
- T-H-1: Підкарпатська Русь (1451 фотографія і 3 фотоплівки)
- T-H-2: Чехія (530 фотографій і 128 фотоплівок)
- T-H-3: Моравія (658 фотографій і 12 фотоплівок)
- T-H-4: Словаччина (1351 фотографія і 6 фотоплівок)
- T-H-5: Хорватія (162 фотографії)
- T-H-6: Італія (62 фотографії)
- T-H-7: Північна Африка (133 фотографії)
- T-H-8: Інші
- T-H-9: Німеччина, Австрія (8 фотографій і 9 фотоплівок)
- T-H-10: архівні матеріали і кореспонденція